# فضلی ربیع
فضلی ربیع (بنگالی: ফজলে রাব্বি؛ زادهٔ ۱۶ مهٔ ۱۹۹۶) بازیکن فوتبال اهل بنگلادش است.
از باشگاه‌هایی که در آن بازی کرده است می‌توان به باشگاه فوتبال شیخ راسل اشاره کرد.
وی همچنین در تیم‌های ملی فوتبال زیر ۲۳ سال بنگلادش، و بنگلادش بازی کرده است.